# Acordai, Senhora
"Acordai, senhora" é uma cantiga de Reis tradicional portuguesa originária da freguesia de São Martinho do concelho do Funchal, na ilha da Madeira. Foi harmonizada pelo compositor português Fernando Lopes-Graça que usou a composição como andamento da sua Segunda Cantata do Natal, terminada em 1961.

## Letra
Em concordância com outras cantigas de Reis, logo no início do poema, os cantadores convidam a dona da casa visitada a acordar para lhes dar alguma retribuição. Os restantes versos enquadram-se nos chamados "louvores dos reis", louvando a Virgem Maria mas criando propositadamente uma certa ambiguidade para que os elogios à "Senhora celestial" possam ser interpretados como relativos à "senhora da casa".
A iconografia utilizada, a referência à vidraça, à açucena, é tradicional e lida com os temas da Imaculada Conceição e a Encarnação de Jesus.

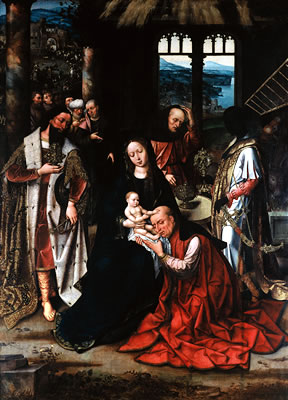
Adoração dos Magos (1496-1499) no Museu de Arte Sacra do Funchal.

| Acordai, senhora, Se ouvir quereis; Vinde ouvir louvores Dos três Santos Reis! Recordai, Senhora Dessa tal vidraça; Oh bendito fruto! Sois cheia de graça! Sois cheia de graça, Sois de graça cheia! Quanto o mar abarca, Quanto o sol rodeia! | Sois jasmim cheiroso Plantado na ribeira! Sois branca açucena, Formosa oliveira! Formosa oliveira, Sois a luz celeste! Canto imperador, Onde o Sol se veste![1][4] |  |  |

## Discografia
- 1964 — Fernando Lopes-Graça Second Christmas Cantata. Coro da Academia de Amadores de Música. Decca / Valentim de Carvalho. Faixa 14.
- 1979 — Fernando Lopes-Graça Segunda Cantata do Natal. Choral Phidellius. A Voz do Dono / Valentim de Carvalho. Faixa 14.
- 2012 — Fernando Lopes-Graça Obra Coral a capella  - Volume II. Lisboa Cantat. Numérica. Faixa 14.[2]